# シャラーモフ (小惑星)
シャラーモフ (3408 Shalamov) は、小惑星帯に位置する小惑星である。ニコライ・チェルヌイフがクリミア天体物理天文台で発見した。
ロシアの作家ヴァルラーム・シャラーモフ（Варлам Тихонович Шаламов、1907年- 1982年）に因んで名付けられた。